# Parevia unicolorata
Parevia unicolorata är en fjärilsart som beskrevs av M.Gaede 1928. Parevia unicolorata ingår i släktet Parevia och familjen björnspinnare. Inga underarter finns listade i Catalogue of Life.